# Forma czynności prawnej (prawo polskie)
Forma czynności prawnej – sposób, w jaki wola stron (lub strony) zostaje wyrażona na zewnątrz. Przykładowo umowę można zawrzeć w formie ustnej lub w formie pisemnej. Umowę w formie pisemnej można z kolei sporządzić np. w postaci własnoręcznie podpisanego dokumentu czy aktu notarialnego.
Poniżej opisano wszystkie formy czynności prawnej obowiązujące w prawie polskim.

## Forma ustna iper facta concludentia
Większość czynności prawnych, w szczególności drobnych umów zawieranych w sklepie, kiosku, itp. dochodzi do skutku bez konieczności przestrzegania jakichkolwiek wymogów dotyczących ich formy. Czynność prawna może być dokonana w formie ustnej albo per facta concludentia (w sposób dorozumiany, bez użycia słów).

## Formy szczególne (kwalifikowane)

### Uzasadnienie funkcjonowania form szczególnych
Istnieje szereg czynności prawnych, które ze względu np. na ich dużą wartość ekonomiczną (m.in. sprzedaż nieruchomości, przedsiębiorstwa, rzeczy ruchomej większej wartości, ustanowienie zastawu) wymagają od ich stron szczególnej rozwagi, a w związku z tym odpowiedniego zabezpieczenia dowodowego stron na wypadek sporu, szczególnie gdy w jego ramach kwestionuje się sam fakt dokonania czynności. Temu celowi służą uregulowane w prawie formy kwalifikowane. Strony same – w ramach swobody kształtowania treści umów – mogą ustalić, czy i jakie wymogi dotyczące formy mają między nimi obowiązywać. W wielu wypadkach wymóg zachowania danej formy wynika z ustawy. Rygor formy co do zasady dotyczy całej czynności prawnej, jednak niekiedy, w przypadku umów, może obejmować oświadczenie woli tylko jednej ze stron. Przykładem tego jest umowa darowizny, w której wymóg formy aktu notarialnego przewidziany jest tylko dla oświadczenia darczyńcy.

### Forma pisemna
Spełnienie wymogu formy pisemnej w zakresie jednostronnej czynności prawnej polega na zamieszczeniu własnoręcznego podpisu przez osobę dokonującą czynności na dokumencie zawierającym jej oświadczenie woli. Nie jest konieczne sporządzanie własnoręcznym pismem całego dokumentu; wyjątek stanowi wymóg własnoręcznego sporządzenia testamentu. Do zawarcia umowy wystarcza wymiana dokumentów obejmujących treść oświadczeń woli, z których każdy jest podpisany przez jedną ze stron, lub dokumentów, z których każdy obejmuje treść oświadczenia woli jednej ze stron i jest przez nią podpisany.

### Forma pisemna z urzędowo poświadczoną datą
Czynność prawna w formie dokumentu pisemnego z urzędowo poświadczoną datą polega na stwierdzeniu wiążącym, także osoby nieuczestniczące w czynności prawnej, że dana czynność została dokonana w określonym czasie. Stwierdzenie to następuje poprzez: 
- urzędowe poświadczenie daty na okazanym dokumencie przez notariusza (notariusz stwierdza datę okazania mu dokumentu)
- stwierdzenie dokonania czynności w jakimkolwiek dokumencie urzędowym – od daty dokumentu urzędowego
- wzmiankę na dokumencie dokonaną przez organ państwowy, organ samorządu terytorialnego albo notariusza – od daty wzmianki
- śmierć jednej z osób podpisanych na dokumencie – od daty śmierci
- opatrzenie kwalifikowanym elektronicznym znacznikiem czasu dokumentu w postaci elektronicznej – od daty opatrzenia kwalifikowanym elektronicznym znacznikiem czasu.

### Forma pisemna z podpisami notarialnie lub urzędowo poświadczonymi
Czynność prawna dokonana w formie dokumentu pisemnego z podpisem poświadczonym polega na umieszczeniu przez notariusza lub powołany organ klauzuli stwierdzającej własnoręczność wskazanej w tej klauzuli osoby. Wymóg takiej formy obowiązuje np. przy zbywaniu przedsiębiorstwa i przy ustanawianiu na nim użytkowania. Zmniejsza on ryzyko, że osoba, na którą wskazuje podpis zaprzeczy, że go złożyła. 
W przypadku, gdy w miejscowości nie ma kancelarii notarialnej, Minister Sprawiedliwości może na podstawie Prawa o notariacie upoważnić do sporządzania poświadczeń organy jednostek samorządu terytorialnego oraz banki mające siedzibę w tej miejscowości.

### Akt notarialny
Zgodnie z polskim prawem akt notarialny powinien być sporządzony w języku polskim przez notariusza i zawierać:
- dzień, miesiąc i rok sporządzenia aktu, a w razie potrzeby lub na żądanie strony – godzinę i minutę rozpoczęcia i podpisania aktu,
- miejsce sporządzenia aktu,
- imię, nazwisko i siedzibę kancelarii notariusza, a jeżeli akt sporządził zastępca notariusza – nadto imię i nazwisko zastępcy,
- imiona, nazwiska, imiona rodziców i miejsce zamieszkania osób fizycznych, nazwę i siedzibę osób prawnych lub innych podmiotów biorących udział w akcie, imiona, nazwiska i miejsce zamieszkania osób działających w imieniu osób prawnych, ich przedstawicieli lub pełnomocników, a także innych osób obecnych przy sporządzaniu aktu,
- oświadczenia woli stron, z powołaniem się w razie potrzeby na okazane przy akcie dokumenty,
- stwierdzenie, na żądanie stron, faktów i istotnych okoliczności, które zaszły przy spisywaniu aktu,
- stwierdzenie, że akt został odczytany, przyjęty i podpisany,
- podpisy biorących udział w akcie oraz osób obecnych przy sporządzaniu aktu,
- podpis notariusza.

### Forma zastępcza dla pisma
Jest przewidziana w celu ochrony osób niepiśmiennych. Umożliwienia im składania oświadczeń woli na piśmie.
Osoba niepiśmienna może potwierdzić złożenie oświadczenia woli poprzez uczynienie na dokumencie tuszowego odcisku palca, a obok tego odcisku inna osoba wpisze jej imię i nazwisko oraz umieści swój podpis. Innym sposobem jest złożenie podpisu przez inną osobę i poświadczenie przez notariusza lub wójta (burmistrza, prezydenta miasta), starostę lub marszałka województwa z zaznaczeniem, że został złożony na życzenie osoby niemogącej pisać.

### Forma dokumentowa (zwana zwykłą formą elektroniczną)[1]
8 września 2016 r. została wprowadzona forma dokumentowa czynności prawnej. Do jej zachowania wystarczy złożenie oświadczenia woli w postaci dokumentu, w sposób umożliwiający ustalenie osoby składającej oświadczenie. Dokumentem jest nośnik informacji umożliwiający zapoznanie się z jej treścią. Dokumentem jest np. e-mail czy SMS. Forma ta w przeciwieństwie do umowy w formie elektronicznej opatrzonej kwalifikowanym podpisem elektronicznym nie posiada doniosłości umowy zawartej w standardowej formie pisemnej.

### Forma elektroniczna
Upowszechnienie innych niż papier środków komunikacji skutkuje koniecznością rozróżnienia między formą dokumentu (pisemna, ustna) a jego postacią (papierowa, elektroniczna).
Różne postacie dokumentów elektronicznych różnią się pod względem skutków prawnych.
Od 8 września 2016 r. występuje elektroniczna forma czynności prawnej. Do jej zachowania jest potrzebne złożenie oświadczenia woli w postaci elektronicznej i opatrzenie go kwalifikowanym podpisem elektronicznym. Oświadczenie woli złożone w formie elektronicznej jest równoważne z oświadczeniem woli złożonym w formie pisemnej. Aby forma elektroniczna posiadała moc prawną, dodatkowym wymogiem w przypadku jej zastosowania jest utrwalenie oświadczenia woli dla każdej ze stron na elektronicznym nośniku danych. Wybrany sposób przechowywania musi umożliwiać ustalenie autorów zapisanych treści (oświadczenia woli) oraz ich późniejsze, powtórne odtworzenie.

## Skutki niedochowania formy
Niezachowanie formy czynności prawnej zastrzeżonej ad solemnitatem powoduje jej bezwzględną nieważność (art. 73 i 76 k.c.). Jeżeli forma czynności prawnej była zastrzeżona ad probationem, konsekwencją jej niedochowania są ograniczenia dowodowe (art. 74 § 1 k.c.) podczas procesu: niedopuszczalność przeprowadzenia dowodu ze świadków lub z przesłuchania stron na fakt dokonania czynności.
Jednakże mimo niezachowania formy pisemnej, dokumentowej albo elektronicznej przewidzianej dla celów dowodowych dowód z zeznań świadków lub z przesłuchania stron jest dopuszczalny, jeżeli obie strony wyrażą na to zgodę, żąda tego konsument w sporze z przedsiębiorcą albo fakt dokonania czynności prawnej jest uprawdopodobniony za pomocą dokumentu. Jeżeli forma pisemna, dokumentowa albo elektroniczna jest zastrzeżona dla oświadczenia jednej ze stron, w razie jej niezachowania dowód z zeznań świadków lub z przesłuchania stron na fakt dokonania tej czynności jest dopuszczalny także na żądanie drugiej strony. Przepisów o skutkach niezachowania formy pisemnej, dokumentowej albo elektronicznej przewidzianej dla celów dowodowych nie stosuje się do czynności prawnych w stosunkach między przedsiębiorcami (art. 74 § 2-4 k.c.).
Jeżeli forma była zastrzeżona ad eventum, czynność prawna nie wywołuje określonych, zamierzonych przez strony i przewidzianych przez ustawę skutków prawnych. Ustawa wymaga formy ad eventum najczęściej przez wzgląd na ochronę osób trzecich nieuczestniczących w dokonywaniu danej czynności prawnej.

## Formy następczych czynności prawnych
Następczymi czynnościami prawnymi są:
- zmiana umowy,
- uzupełnienie umowy,
- rozwiązanie umowy,
- wypowiedzenie umowy (czynność jednostronna),
- odstąpienie od umowy (czynność jednostronna).

Uzupełnienie lub zmiana umowy wymaga zachowania takiej formy, jaką ustawa lub strony przewidziały w celu jej zawarcia. Jeżeli umowa została zawarta w formie pisemnej, dokumentowej albo elektronicznej, jej rozwiązanie za zgodą obu stron, jak również odstąpienie od niej albo jej wypowiedzenie wymaga zachowania formy dokumentowej, chyba że ustawa lub umowa zastrzega inną formę. Jeżeli umowa została zawarta w innej formie szczególnej, jej rozwiązanie za zgodą obu stron wymaga zachowania takiej formy, jaką ustawa lub strony przewidziały w celu jej zawarcia; natomiast odstąpienie od umowy albo jej wypowiedzenie powinno być stwierdzone pismem (art. 77 § 1–3 k.c.).

## W prawie prywatnym międzynarodowym
Prawo prywatne międzynarodowe stanowi, że forma czynności prawnej podlega prawu właściwemu dla tej czynności. Wystarczy jednak zachowanie formy przewidzianej przez prawo państwa, w którym czynność zostaje dokonana. Od tego uregulowania istnieją pewne wyjątki. Osobno uregulowano formę zawarcia małżeństwa, formę czynności prawnych mortis causa, formę oświadczenia wekslowego i czekowego.
Odnośnie do form umów obligacyjnych wypowiada się konwencja rzymska z 1980 roku o prawie właściwym dla zobowiązań umownych (w stosunkach między państwami członkowskimi Unii Europejskiej konwencję zastąpiło rozporządzenie Rzym I). Dla umów dochodzących do skutku pomiędzy osobami znajdującymi się w tym samym państwie przewiduje właściwość albo legis causae, albo legis loci actus. Jeżeli dochodzi do umowy między osobami znajdującymi się w różnych państwach, wystarczy spełnić formy przewidziane w prawie jednego z tych państw lub w prawie właściwym dla umowy według postanowień konwencji.
Prawu właściwemu dla formy podlegają też wymagania tego rodzaju ustanowione przez same strony.